# ゆか

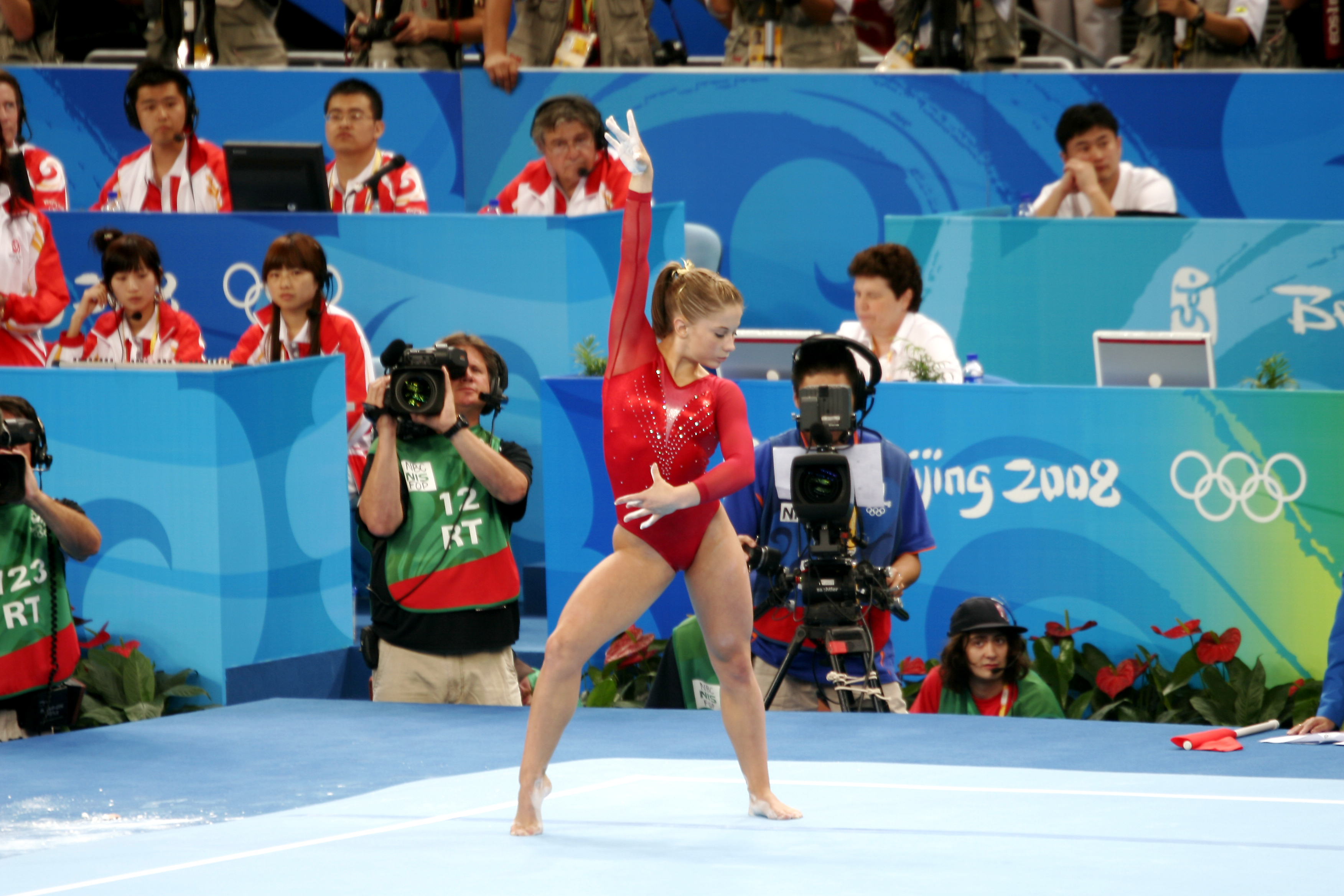
ゆか

ゆかは、体操競技の一つ。床運動（ゆかうんどう）とも。12×12メートルの正方形のゆかの上で、体操競技の技を用い演技する。男子は、徒手体操的運動・平均わざ・静止わざ・力わざ・跳躍わざ・跳ね起きわざ・倒立回転わざ・宙返りわざを組み合わせて演技する。女子は、アクロバット系の技、音楽に合わせたジャンプの組み合わせ、ターンを組み合わせ演技する。男子は70秒間、女子は90秒間で演技しなければならない。時間超過は減点の対象となる。
また、12×12メートルのラインからはみ出ると、ラインオーバーとなり減点となる。正方形のゆかの四隅をA, B, C, Dとすると、たとえば、Aから演技を開始したとすると、かならずB, C, Dに一回は到達しなければならない。
床運動では、多くの加点を得るために連続して宙返りを続けなければならないため、単発のダイナミックな技が発表されにくいという問題点が出ている。ただ、ダイナミックであれば良いというものでもない。

## 演技
男子の場合、試技はほとんどの場合直線的に動いていく。
| A |   | B |
|   | ■ |   |
| C |   | D |

この図での各頂点のうち、Aから始めたとすると、まず対角線であるDに向かって演技が開始されることが多い。Dに到達すると、今度はまたAに向かって技のシリーズを行い、その後CまたはBに向かってシリーズが開始される。最後は、CにいるならばB、BにいるならばCに向かって最後のシリーズが行われる。
この例は、あくまで一例であり、最初Aから演技を開始して、BやCに向かっても問題ない。
また、一つのシリーズを終え着地した際に、次のシリーズのための助走をとるため頂点のぎりぎりの位置まで下がることが許されている。これを行う場合は、普通に歩いて下がるのではなく、必要最小限の歩数で美しく下がることが要求される。美しくないと減点の対象になってしまう。

## 平均わざ

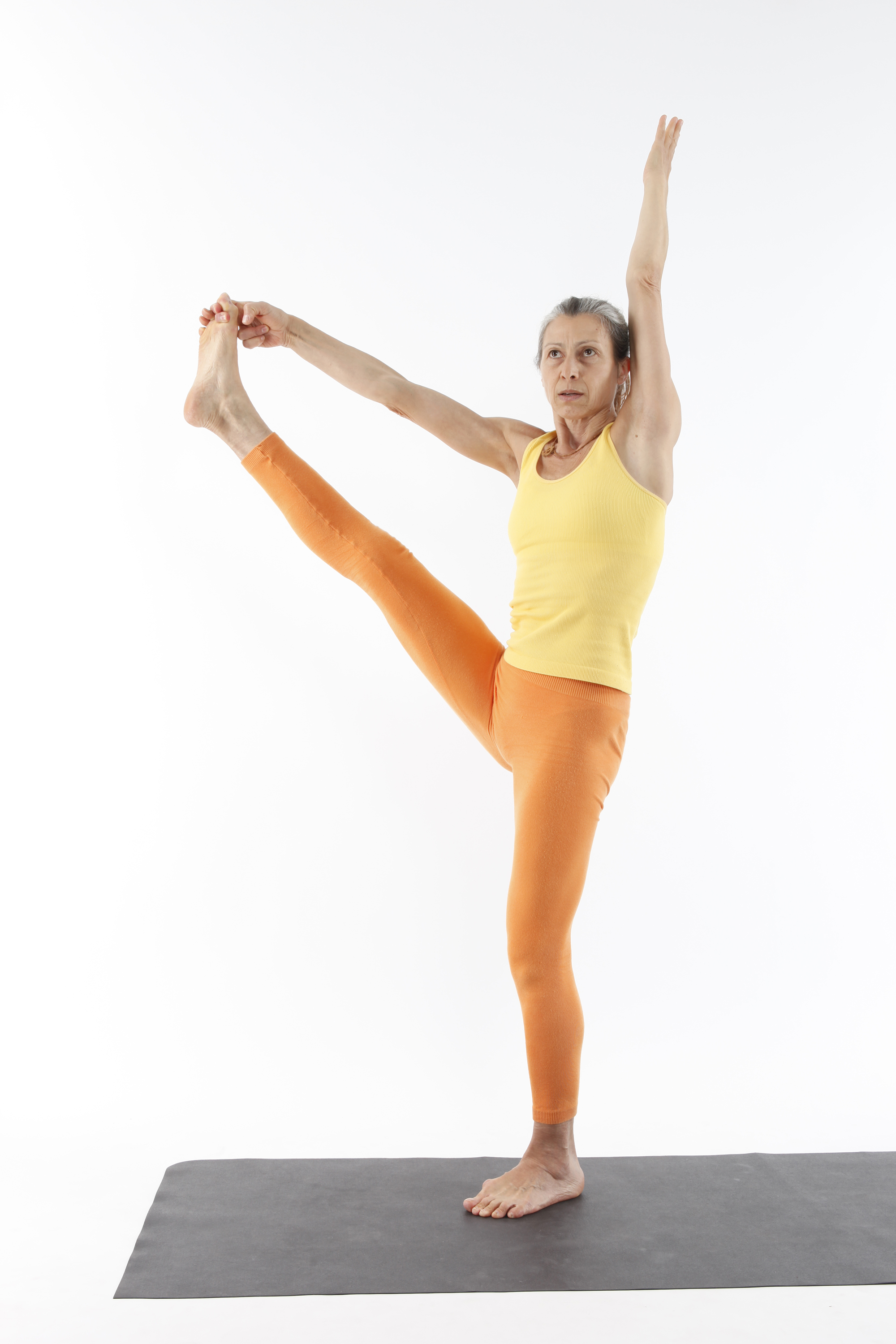
Y字バランス

片足で立ち、もう片方の足を水平に保ったり、または床に対し垂直な位置まで上げて、2秒間制止する技である。
片方の足を軸として、もう片方の足を横から上げていき、Yの字になるようなY字バランスに代表される様々な技がある。
両手はその技によって位置が変わってくるが、どんな技でもふらついたり足が伸びきっていない、2秒間静止できないなど美しさが欠ける実施がなされると減点となる。

## 力わざ
両腕の力を使って、2秒間の静止を求めるわざ。
上水平や中水平、脚上挙などがある。これも、美しさに欠ける演技であったり、2秒間静止できない場合は減点になる。
上水平などの水平わざは、ゆかに対してどれだけ水平に近い状態であるかも得点に関わる。

## 倒立・回転わざ
倒立は、力わざから倒立姿勢へと動いていく技の実施が多い。2秒の静止が要求される。
回転わざは、あん馬のような閉脚旋回や開脚旋回などをゆかで行う。ブレイクダンスのようなわざも認められている。

## 宙返りわざ
ムーンサルトやリューキンなどといった、空中で体を回転させるわざ。
ゆかでは、前方系と後方系の両方の宙返りを実施しなければならない。また、ひねりを加えたわざも要求される。
この宙返りわざの着地が決まるかどうかが、得点に大きく響いてくる。